# Krasznoturanszk
Krasznoturanszk (oroszul: Краснотуранск) falu Oroszország ázsiai részén, a Krasznojarszki határterületen, a Krasznoturanszki járás székhelye.
Népessége: 5790 fő (a 2010. évi népszámláláskor).

## Elhelyezkedése
Krasznojarszktól 565 km-re (?) délre, a Krasznojarszki-víztározóba ömlő Szida folyó öböllé szélesedett alsó szakaszának bal partján helyezkedik el. A legközelebbi vasútállomástól, Minuszinszktól kb. 100 km-re van.

## Története
A Jenyiszej mellékfolyója, a Szida torkolatánál 1707-ben orosz cölöperődöt létesítettek (Abakani-erőd, oroszul Abakanszkij osztrog), hivatalosan ez az év Hakaszföld Oroszországhoz csatolásának éve. Az erőd helyén és környezetében fokozatosan kialakult Abakanszkoje falu, melyet később Krasznoturanszknak neveztek el. Krasznoturanszk és vele az egykori erőd területe a víztározó feltöltésekor víz alá került. Előzőleg, 1962-ben költöztették a települést mai helyére. Összesen húsz falu lakóit telepítették ki és költöztették össze hat nagyobb, újonnan alapított faluba, köztük Krasznoturanszkba.
Az Abakanszki járás 1924-ben jött létre, a faluval együtt 1934 végén kapta mai nevét.  